# Elezioni presidenziali negli Stati Uniti d'America del 1800
Le elezioni presidenziali del 1800 furono le quarte dall'indipendenza degli Stati Uniti d'America e lo spoglio e la votazione dei grandi elettori si tennero tra venerdì 31 ottobre e mercoledì 3 dicembre 1800. A queste elezioni, note anche con la terminologia "Rivoluzione del 1800", l'allora vicepresidente in carica Thomas Jefferson, del Partito Democratico-Repubblicano, sconfisse il presidente uscente John Adams, del Partito Federalista, inaugurando una nuova generazione di leadership democratica-repubblicana nel Paese.
Secondo le regole del sistema elettorale in vigore prima del 1804, quando fu applicato per la prima volta il XII Emendamento, relativo al sistema elettorale, ogni membro del Collegio poneva due voti, uno per stabilire il nuovo presidente, l'altro per il vicepresidente. Tuttavia, non vi era distinzione tra la votazione per l'uno e per l'altro, cosicché le due cariche venivano stabilite in un'unica sessione di voto. In questo modo, proprio quattro anni prima, nel 1796, John Adams ricevette più voti e divenne il nuovo presidente, mentre il suo avversario Thomas Jefferson fu il secondo più votato divenendo così vicepresidente. Nel 1800, diversamente dall'elezione precedente, entrambi i partiti decisero ufficialmente di votare coppie di candidati: i democratici-repubblicani nominarono Jefferson e Aaron Burr, i federalisti Adams e Charles Cotesworth Pinckney. Per entrambi i partiti, uno degli elettori avrebbe votato per un terzo candidato, o si sarebbe astenuto, in modo da garantire un voto in più al candidato presidente.
I temi che dominarono la campagna elettorale riguardarono le conseguenze della Rivoluzione francese e la Quasi-guerra. I federalisti puntavano a rafforzare il governo centrale e a stringere le relazioni con la Gran Bretagna, i democratici-repubblicani invece preferivano la decentralizzazione verso i governi statali, attaccando le tasse imposte negli anni precedenti dai federalisti. I repubblicani denunciarono inoltre gli Alien and Sedition Acts, voluti dai federalisti per rendere più difficile agli immigrati ottenere la cittadinanza statunitense e per limitare le critiche nei confronti del governo federale. Mentre i democratici-repubblicani erano ben organizzati a livello statale e locale, i federalisti erano molto disorganizzati e dovettero fronteggiare la scissione tra i loro due leader principali, il presidente John Adams e Alexander Hamilton.
Al termine delle elezioni, Jefferson e Burr ottennero entrambi 73 grandi elettori, Adams si fermò a 65 mentre Pinckney a 64. I federalisti ricevettero il voto del New England, i democratici-repubblicani dominarono invece il centro-sud. Il Maryland, la Pennsylvania e la Carolina del Nord si divisero tra i due contendenti.
Il piano dei democratici-repubblicani di assicurare a Jefferson un voto in più di Burr fallì e l'elezione si bloccò richiedendo una votazione della Camera dei Rappresentanti il cui compito, in base a quanto scritto nella Costituzione, era di designare il nuovo presidente se non si fosse figurata una chiara maggioranza nell'elezione generale tramite i grandi elettori. Tuttavia, anche alla Camera né Jefferson né Burr ottennero la maggioranza dei voti per 35 volte: il blocco dei federalisti infatti votava per Burr mentre i democratici-repubblicani per Jefferson, ma i voti di questi ultimi, seppur in numero maggiore, non erano sufficienti a raggiungere la maggioranza. Infine fu Alexander Hamilton a convincere alcuni federalisti a votare assieme a lui per Jefferson, permettendo così al trentaseiesimo tentativo l'elezione definitiva del nuovo presidente degli Stati Uniti.

## Elezioni generali

### I candidati
Per la prima volta, i partiti in corsa per l'elezione scelsero i candidati attraverso la nomina da parte dei membri del Congresso eletti per le rispettive compagini. I federalisti nominarono il presidente uscente John Adams del Massachusetts e Charles Cotesworth Pinckney della Carolina del Sud. Pickney era un veterano della guerra d'indipendenza e, in seguito, sarebbe divenuto ambasciatore statunitense in Francia. I democratici-repubblicani nominarono il vicepresidente uscente Thomas Jefferson della Virginia e l'ex senatore Aaron Burr. Jefferson era lo sconfitto alle precedenti elezioni e il cofondatore del Partito Democratico-Repubblicano assieme a James Madison e altri, mentre Burr era una figura popolare nello Stato di New York, elettoralmente importante già all'epoca.

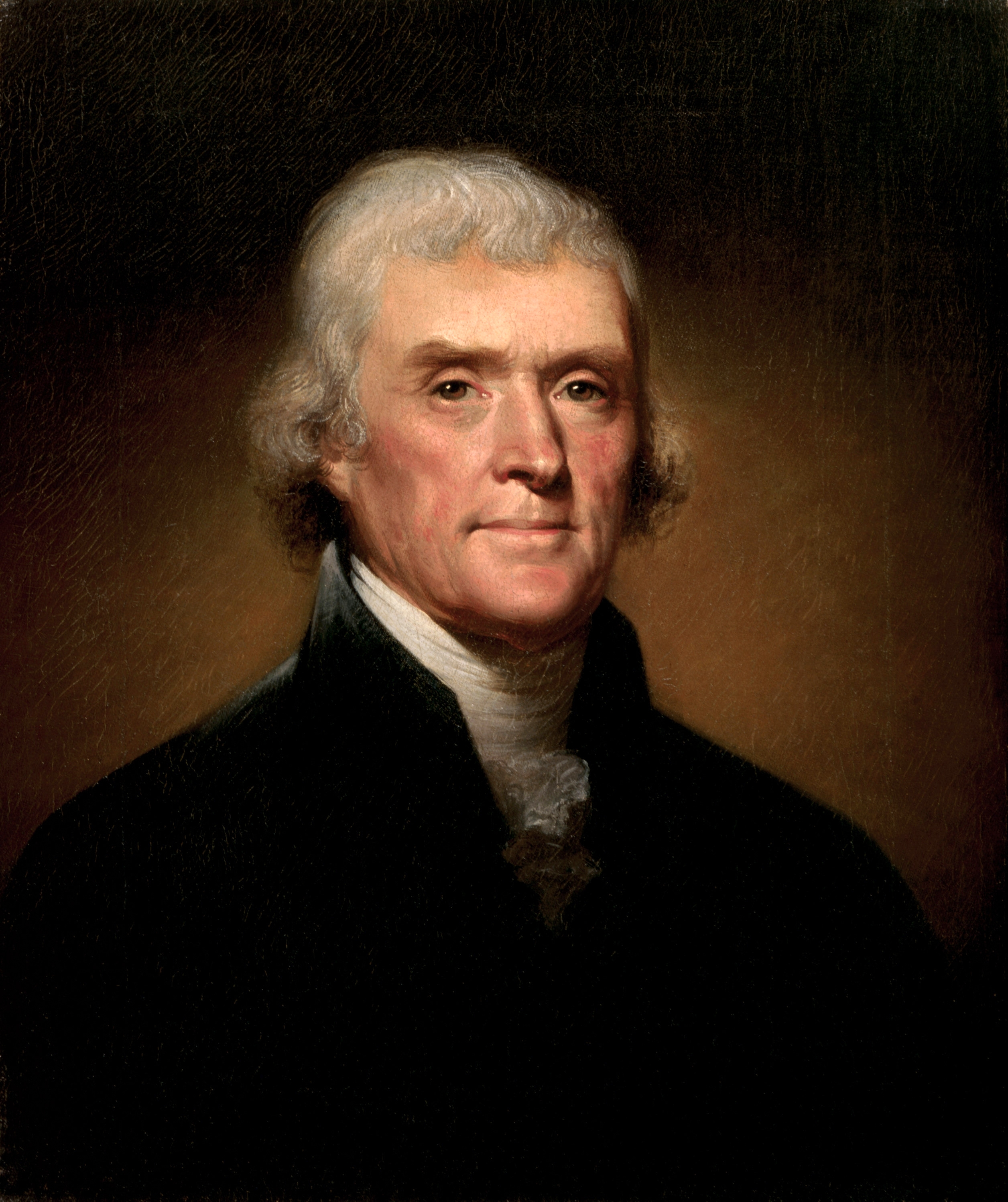
Vicepresidente Thomas Jefferson dalla Virginia (Democratici-Repubblicani)
Ex senatore Aaron Burr dallo Stato di New York (Democratici-Repubblicani)
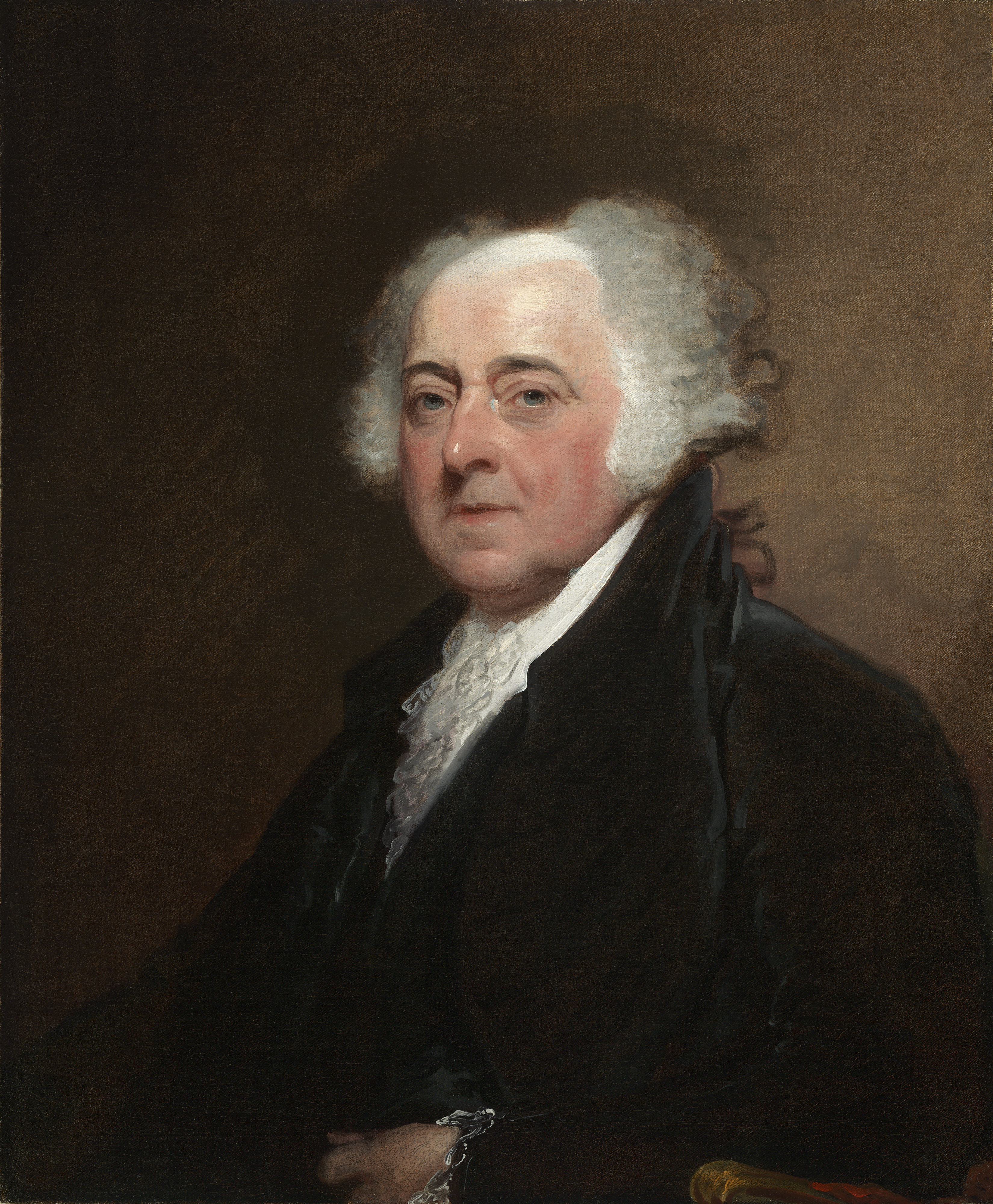
Presidente John Adams dal Massachusetts (Federalisti)
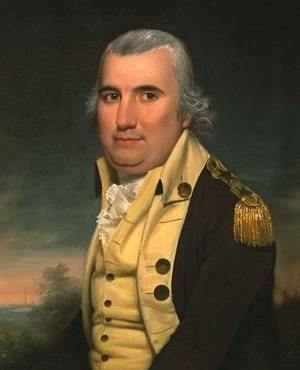
Ex ambasciatore in Francia Charles C.Pinckney dalla Carolina del Sud (Federalisti)

- Ex senatore
Aaron Burr
dallo Stato di
New York
(Democratici-Repubblicani)
- Presidente
John Adams
dal Massachusetts
(Federalisti)
- Ex ambasciatore
in Francia
Charles C.Pinckney
dalla Carolina
del Sud
(Federalisti)

### La campagna elettorale
Nonostante le elezioni del 1800 siano state un secondo round delle elezioni del 1796, esse videro un cambiamento nella politica statunitense, con l'affermazione di un sistema bipartitico e di aspre campagne elettorali, sia dietro le scene, sia sulla stampa. Un'altra novità fu lo scontro tra due ex alleati di governo, tornati, da un giorno all'altro, ad essere avversari politici: Adams e Jefferson.
La campagna elettorale fu aspra e caratterizzata da calunnie e attacchi personali da entrambe le parti. I federalisti diffusero voci secondo cui i democratici-repubblicani sarebbero stati dei radicali ateisti pronti a mandare in rovina il paese, giustificando tali affermazioni con l'appoggio dato dai democratici-repubblicani alla Rivoluzione francese. Nel 1798, George Washington affermò "che è più facile sbiancare un moretto che cambiare i principi di chi si professa Democratico; e che [un Democratico] non lascerà nulla di intentato per rovesciare il Governo di questo Paese". Adams fu attaccato politicamente sia dall'opposizione democratica-repubblicana, sia da un gruppo definito "High Federalists", vicino ad Alexander Hamilton e più intransigenti. I democratici-repubblicani percepivano la politica estera di Adams come troppo vicina al Regno di Gran Bretagna, temevano che l'esercito richiamato per la Quasi-guerra avrebbe oppresso la popolazione, si opponevano alle nuove tasse per il conflitto e attaccavano gli Alien and Sedition Acts ritenendoli una violazione dei diritti degli Stati e della Costituzione stessa. Gli High Federalists consideravano invece Adams troppo moderato e avrebbero preferito la leadership più dura di Hamilton.
Nel 1796, Hamilton sperava che la sua influenza sull'amministrazione Adams fosse analoga, o superiore, a quella che aveva avuto sulla presidenza Washington. Nel 1800, però, aveva capito ormai quanto Adams fosse indipendente e pensava che il candidato alla vicepresidenza Pinckney fosse più adatto ai suoi interessi. Nel suo terzo tentativo di sabotaggio nei confronti di Adams, Hamilton pianificò con pazienza di eleggere Pinckney alla presidenza. Data la carenza d'esperienza politica di Pinckney, quest'ultimo sarebbe stato facilmente influenzabile da Hamilton stesso. Tuttavia, il piano si ritorse contro il Partito Federalista, soprattutto dopo che una sua lettera, una critica ad Adams lunga ben cinquantaquattro pagine, finì nelle mani di un democratico-repubblicano e ben presto anche di dominio pubblico. La lettera mise in imbarazzo Adams, danneggiò gli sforzi per favorire Pinckney e causò l'inevitabile declino politico di Hamilton.
Aaron Burr venne scelto da Jefferson come suo manager addetto alla campagna elettorale. Burr la portò a compimento con tecniche innovative e, per l'epoca non ortodosse, tanto che secondo alcuni storici si può considerare l'inventore delle moderne tecniche di campagna elettorale.

### Il voto

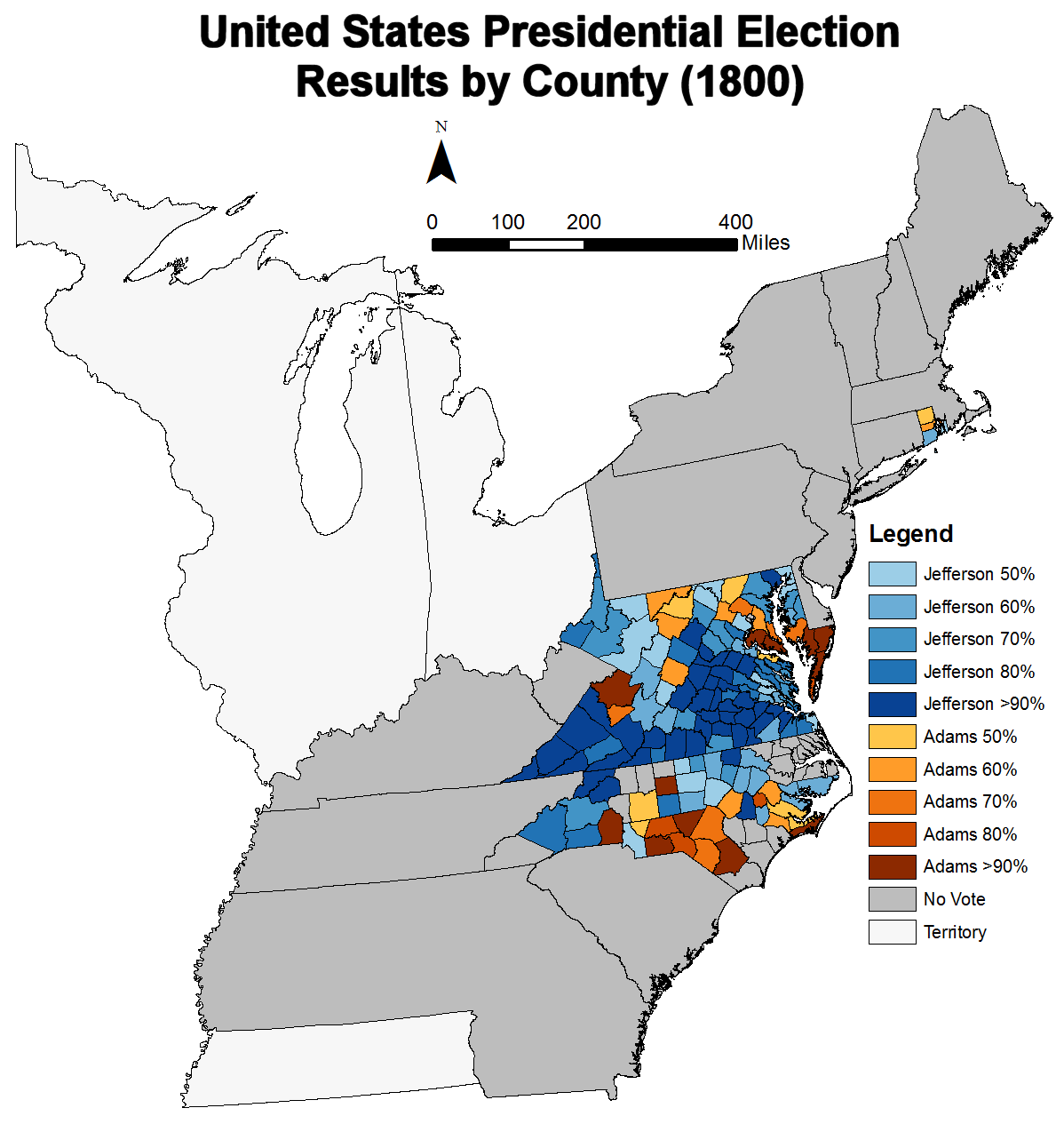
I risultati per contea con percentuale esplicita del candidato vincitore. Sfumature di blu per Jefferson, di giallo per Adams

Poiché nel 1800 ogni Stato poteva scegliere autonomamente il giorno in cui si poteva votare, l'elezione durò da aprile a ottobre. In aprile, la mobilitazione di Burr per il voto della città di New York rovesciò la maggioranza federalista ottenuta nella legislatura precedente. Con i due partiti alla pari, con 65 grandi elettori ciascuno, nell'autunno del 1800, l'ultimo stato a votare, la Carolina del Sud, fu decisiva e i suoi 8 voti finirono ai democratici-repubblicani.
Secondo la Costituzione degli Stati Uniti, così com'era all'epoca, ogni grande elettore dava due preferenze e il candidato che ne riceveva di più diventava il presidente, mentre il secondo era designato come vicepresidente. I federalisti si accordarono quindi affinché uno di loro votasse per John Lay invece che per Pinckney. I democratici-repubblicani analogamente era d'accordo perché un grande elettore non votasse per Burr, il candidato vicepresidente, ma ciò non avvenne e sia Jefferson che Burr ricevettero il voto dei 73 elettori. Sempre secondo la Costituzione, una situazione come questa si doveva risolvere attraverso un voto della Camera dei Rappresentanti, dove i Rappresentanti erano divisi per Stato e il loro voto assegnava lo Stato medesimo ad uno dei contendenti, o a nessuno dei due. Nonostante la Camera eletta nel 1800 fosse a maggioranza democratica-repubblicana con 68 rappresentanti contro i 38 federalisti, l'elezione presidenziale sarebbe dovuta essere decisa dagli eletti uscenti, dove la maggioranza apparteneva ai federalisti per 60 seggi a 46.

### I certificati errati dalla Georgia

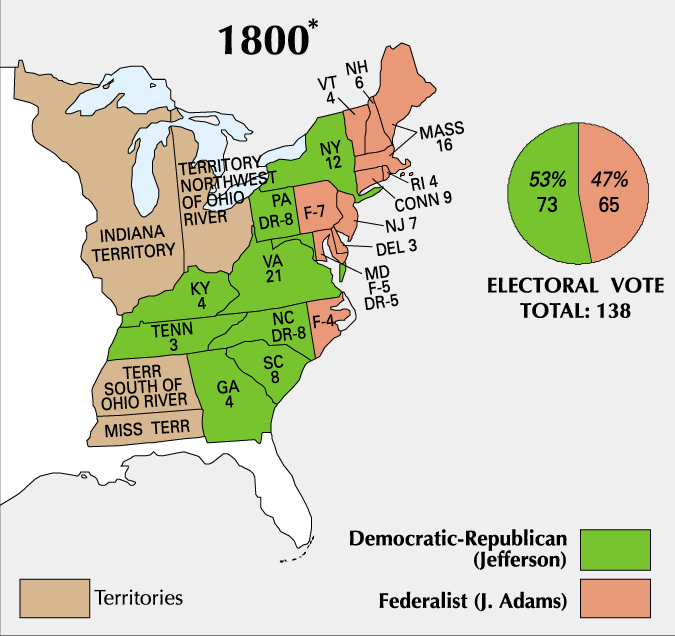

Quando le urne elettorali dei Collegi furono aperte l'11 febbraio 1801, risultò che i certificati elettorali dalla Georgia erano incorretti: era chiaro che i grandi elettori avevano votato per Jefferson e Burr, tuttavia i certificati non seguivano la forma prescritta costituzionalmente di una "lista di tutte le persone per cui si ha votato, e del numero di voti ottenuti da ciascuno". Il vicepresidente Jefferson, che contava i voti nel suo ruolo di Presidente del Senato, conteggiò comunque i voti e nessuno obiettò.
Se i voti della Georgia fossero stati rigettati, Jefferson e Burr avrebbero raggiunto 69 voti ciascuno, uno in meno dei 70 richiesti per avere la maggioranza, cosa che avrebbe portato ad una votazione nella Camera dei Rappresentanti tra i primi cinque candidati nella elezione generale, ossia: Jefferson, Burr, Adams, Pickney e John Jay. Con i voti della Georgia invece i primi due raggiunsero la maggioranza, seppur a pari merito.

### I risultati
Jefferson e Burr ottennero la maggioranza dei voti in ogni Stato in cui avevano vinto anche nel 1796, a cui si aggiunsero parte del Maryland e lo Stato di New York. Adams ottenne gli elettori della Pennsylvania e della Carolina del Nord, ma questi non furono sufficienti a recuperare il vantaggio ottenuto dai democratici-repubblicani. Delle 155 contee e città indipendenti in cui si poteva votare, Jefferson e Burr vinsero in 115 (74,19%), Adams e Pinckney in 40, tra cui quelle del Vermont.
| Candidato presidenziale     | Partito                          | Stato di provenienza  | Risultati             | Risultati             | Grandi elettori |
| Candidato presidenziale     | Partito                          | Stato di provenienza  | Voti                  | Percentuale           | Grandi elettori |
| --------------------------- | -------------------------------- | --------------------- | --------------------- | --------------------- | --------------- |
| Thomas Jefferson            | Partito Democratico-Repubblicano | Virginia              | 41 330                | 61,4 %                | 73              |
| Aaron Burr                  | Partito Democratico-Repubblicano | New York              | –                     | –                     | 73              |
| John Adams (uscente)        | Partito Federalista              | Massachusetts         | 25 952                | 38,6 %                | 65              |
| Charles Cotesworth Pinckney | Partito Federalista              | Carolina del Sud      | –                     | –                     | 64              |
| John Jay                    | Partito Federalista              | New York              | –                     | –                     | 1               |
| Totale                      | Totale                           | Totale                | 67 282                | 100,0 %               | 276             |
| Necessari per vincere       | Necessari per vincere            | Necessari per vincere | Necessari per vincere | Necessari per vincere | 70              |

|           |           |  |       |       |
| --------- | --------- |  | ----- | ----- |
| Jefferson | Jefferson |  | 61,4% | 61,4% |
| Adams     | Adams     |  | 38,6% | 38,6% |

|           |           |  |       |       |
| --------- | --------- |  | ----- | ----- |
| Jefferson | Jefferson |  | 52,9% | 52,9% |
| Burr      | Burr      |  | 52,9% | 52,9% |
| Adams     | Adams     |  | 47,1% | 47,1% |
| Pinckney  | Pinckney  |  | 46,4% | 46,4% |
| Jay       | Jay       |  | 0,7%  | 0,7%  |

#### Risultati per Stato
Grandi elettori
Fonte: (EN) Tally of Electoral Votes for the 1800 Presidential Election, February 11, 1801, su archives.gov, National Archives, 15 agosto 2016. URL consultato il 15 febbraio 2018.
| Stato             | Jefferson | Burr | Adams | Pinckney | Jay |
| ----------------- | --------- | ---- | ----- | -------- | --- |
| Connecticut       | –         | –    | 9     | 9        | –   |
| Delaware          | –         | –    | 3     | 3        | –   |
| Georgia           | 4         | 4    | –     | –        | –   |
| Kentucky          | 4         | 4    | –     | –        | –   |
| Maryland          | 5         | 5    | 5     | 5        | –   |
| Massachusetts     | –         | –    | 16    | 16       | –   |
| New Hampshire     | –         | –    | 6     | 6        | –   |
| New Jersey        | –         | –    | 7     | 7        | –   |
| New York          | 12        | 12   | –     | –        | –   |
| Carolina del Nord | 8         | 8    | 4     | 4        | –   |
| Pennsylvania      | 8         | 8    | 7     | 7        | –   |
| Rhode Island      | –         | –    | 4     | 3        | 1   |
| Carolina del Sud  | 8         | 8    | –     | –        | –   |
| Tennessee         | 3         | 3    | –     | –        | –   |
| Vermont           | –         | –    | 4     | 4        | –   |
| Virginia          | 21        | 21   | –     | –        | –   |
| Totale            | 73        | 73   | 65    | 64       | 1   |

Voto popolare
Di seguito il dato sul voto popolare disponibile al novembre 2020.
| Stato             | Jefferson | Jefferson | Adams  | Adams   | Distacco | Distacco | Fonte  |
| Stato             | Voti      | %         | Voti   | %       | Voti     | %        | Fonte  |
| ----------------- | --------- | --------- | ------ | ------- | -------- | -------- | ------ |
| Maryland          | 10 637    | 51,37 %   | 10 068 | 48,63 % | 569      | 2,74 %   | [ 21 ] |
| Carolina del Nord | 11 916    | 52,68 %   | 10 702 | 47,32 % | 1 214    | 5,36 %   | [ 22 ] |
| Rhode Island      | 2 159     | 47,85 %   | 2 353  | 52,15 % | 194      | 4,30 %   | [ 23 ] |
| Virginia          | 21 002    | 77,28 %   | 6 175  | 22,72 % | 14 827   | 54,56 %  | [ 24 ] |

## Ballottaggio alla Camera del 1801

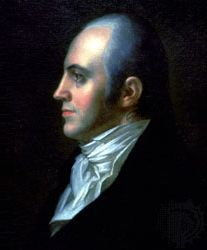
Aaron Burr

Non ottenendo un chiaro risultato con le elezioni generali, nel febbraio 1801, i membri della Camera dei Rappresentanti dovettero votare, suddivisi per Stato, per decidere chi sarebbe stato il nuovo presidente tra Jefferson e Burr. Vi erano sedici Stati all'epoca, ciascuno con un voto, quindi la maggioranza necessaria era di nove voti e la Camera al voto era ancora quella eletta nel 1796, a maggioranza federalista. La maggior parte dei federalisti votarono per Burr, con sei Stati su otto. I sette Stati democratici-repubblicani votarono ovviamente per Jefferson, a cui si aggiunse la federalista Georgia, arrivando così ad un voto dalla maggioranza. I Rappresentanti del Vermont si trovarono divisi così il voto fu astenuto. Anche il Maryland si divise: cinque Rappresentanti per Burr e tre per Jefferson, risultando in un voto anche qui astenuto.
Burr non si espose pubblicamente tra la metà di dicembre del 1800 e la metà di febbraio del 1801, mentre venivano contate le schede. Privatamente, dal suo stesso partito cominciavano a fargli pressione affinché facesse un passo avanti per la presidenza in caso di pareggio con Jefferson. Tuttavia, non era chiaro in quel caso se Burr potesse, o meno, concedere la presidenza a Jefferson e diventare vicepresidente, o se sarebbe stato costretto a ritirarsi e permettere a uno dei candidati federalisti di diventare vicepresidente; la Costituzione, al riguardo, non era sufficientemente chiara. Al di là dei dubbi, Burr si rifiutò di rinunciare alla possibilità della presidenza, scrivendo nel dicembre 1800 al Rappresentante Samuel Smith che non si sarebbe "impegnato a dimettersi" se fosse stato scelto come presidente, aggiungendo che la questione era "non necessaria, irragionevole e non pertinente". Giravano inoltre voci secondo cui il Rappresentante James A. Bayard, un federalista, per conto di Burr, avesse avvicinato Smith e Edward Livingston con l'offerta di incarichi politici se avessero votato per Burr.
Vero o no, i democratici-repubblicani, che dall'inizio della campagna elettorale vedevano Jefferson come il loro candidato presidente e Burr come il vicepresidente, si trovarono di fronte a due possibili risultati, del voto alla Camera, a loro dire orrendi: un voto che avrebbe portato Burr alla presidenza con il contributo dei federalisti, o il rifiuto di questi ultimi di sbloccare la situazione lasciando così il federalista e Segretario di Stato John Marshall come presidente facente funzione. Nessuna delle due si verificò, soprattutto per l'energica opposizione di Burr e Hamilton. Nel corso di sette giorni, dall'11 al 17 febbraio, la Camera dei Rappresentanti votò per trentacinque volte, con Jefferson che ricevette otto voti ogni volta, sempre uno in meno per avere la maggioranza. Hamilton infine suggerì ai federalisti di supportare Jefferson, poiché egli era "molto meno pericoloso" di Burr; in breve, Hamilton avrebbe preferito, a suo dire, qualcuno che avesse qualche principio, seppur sbagliato, piuttosto di uno che ne era privo. Hamilton iniziò quindi a scrivere lettere ai suoi colleghi delegati chiedendo loro di cambiare voto.
Il 17 febbraio 1800, al 36º voto, Jefferson fu infine eletto. I Rappresentanti federalisti del Maryland e del Vermont lasciarono il voto in bianco. In questo modo, il voto dei Rappresentanti democratici-repubblicani di Maryland e Vermont garantirono la preferenza di questi due Stati per Jefferson, che si aggiudicò così 10 Stati e la presidenza. Bayard, come unico Rappresentante del Delaware non votò per Burr ma si astenette. Anche i Rappresentanti federalisti della Carolina del Sud si astenettero invece di votare per Burr, come avevano fatto fino a quel momento.
L'esperienza di questa elezione e della precedente, a cui si aggiunse il forte desiderio dell'opinione pubblica di un procedimento nuovo e più chiaro per eleggere il Presidente e il suo vice, spingeranno il Congresso a emanare il 12º Emendamento della Costituzione degli Stati Uniti.
| Elezioni del Presidente alla Camera dei Rappresentanti nel 1801 | Elezioni del Presidente alla Camera dei Rappresentanti nel 1801 | Elezioni del Presidente alla Camera dei Rappresentanti nel 1801 | Elezioni del Presidente alla Camera dei Rappresentanti nel 1801 |
| 11–17 febbraio 1801 – dal 1º al 35º Voto                        | 11–17 febbraio 1801 – dal 1º al 35º Voto                        | 11–17 febbraio 1801 – dal 1º al 35º Voto                        | 11–17 febbraio 1801 – dal 1º al 35º Voto                        |
| Candidato                                                       | Candidato                                                       | Voti                                                            | %                                                               |
| --------------------------------------------------------------- | --------------------------------------------------------------- | --------------------------------------------------------------- | --------------------------------------------------------------- |
|                                                                 | Thomas Jefferson                                                | 8                                                               | 50,00                                                           |
|                                                                 | Aaron Burr                                                      | 6                                                               | 37,5                                                            |
|                                                                 | Stati contesi                                                   | 2                                                               | 12,5                                                            |
| Voti totali:                                                    | Voti totali:                                                    | 16                                                              | 100                                                             |
| Voti necessari:                                                 | Voti necessari:                                                 | 9                                                               | >50                                                             |
| 17 febbraio 1801 – 36º Voto                                     |                                                                 |                                                                 |                                                                 |
| Candidato                                                       | Candidato                                                       | Voti                                                            | %                                                               |
|                                                                 | Thomas Jefferson                                                | 10                                                              | 62,5                                                            |
|                                                                 | Aaron Burr                                                      | 4                                                               | 25,0                                                            |
|                                                                 | Astenuti                                                        | 2                                                               | 12,5                                                            |
| Voti totali:                                                    | Voti totali:                                                    | 16                                                              | 100                                                             |
| Voti necessari:                                                 | Voti necessari:                                                 | 9                                                               | >50                                                             |
| Fonti:                                                          |                                                                 |                                                                 |                                                                 |